# ژوزه زونیگا
ژوزه زونیگا (انگلیسی: José Zúñiga؛ زادهٔ ۱۹۶۵) هنرپیشه و بازیگر سینما اهل ایالات متحده آمریکا است.
از فیلم‌ها یا برنامه‌های تلویزیونی که وی در آن نقش داشته است می‌توان به کنستانتین، مأموریت غیرممکن ۳، هواپیمای محکومین، تفنگ خجالتی، آینده، کروکلین، شکار، خون‌بها، تازه، تصادفات شاد، نادجا و ایستگاه بعدی سرزمین عجایب اشاره کرد.